# Blackburn Roc
Blackburn B-25 Roc là một loại máy bay tiêm kích trang bị cho tàu sân bay của Không quân Hải quân Hoàng gia Anh trong Chiến tranh thế giới II. Nó được thiết kế bởi Blackburn Aircraft Ltd. Tên gọi Roc bắt nguồn từ một loại chim thần thoại trong các câu truyện nghìn lẻ một đêm.

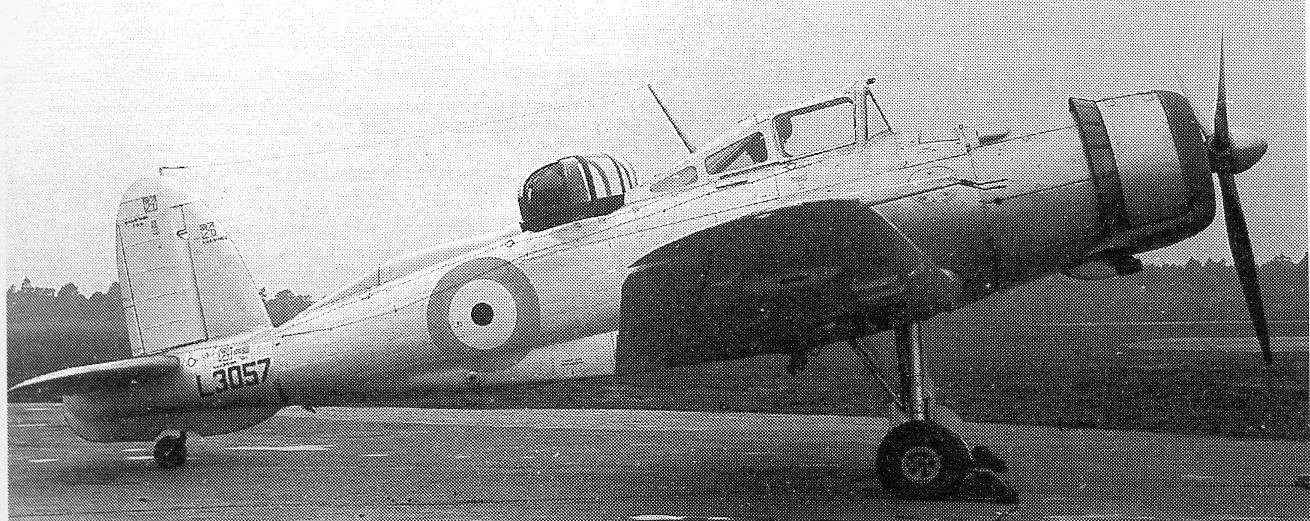
Mẫu thử Roc vào tháng 5/1939

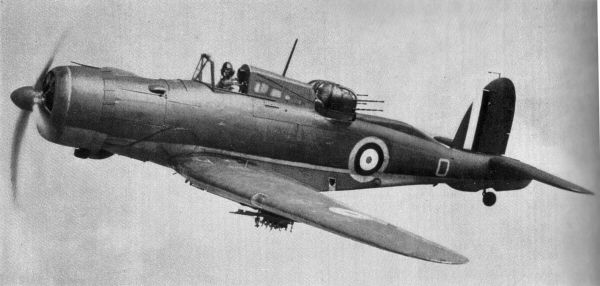
Một chiếc Roc đang bay.

## Quốc gia sử dụng
Anh Quốc
- Không quân Hoàng gia
- Không quân Hải quân Hoàng gia

## Tính năng kỹ chiến thuật (Roc)
British Naval Aircraft since 1912 

### Đặc điểm riêng
- Tổ lái: 2
- Chiều dài: 35 ft 7 in (10,85 m)
- Sải cánh: 46 ft (14,02 m)
- Chiều cao: 12 ft 1 in (3,68 m)
- Diện tích cánh: 310 ft² (28,8 m²)
- Trọng lượng rỗng: 6.121 lb (2.782 kg)
- Trọng lượng có tải: 7.950 lb (3.614 kg)
- Động cơ: 1 × Bristol Perseus XII, 890 hp (664 kW)

### Hiệu suất bay
- Vận tốc cực đại: 194 kn (223 mph, 359 km/h)
- Tầm bay: 704 nmi (810 mi, 1.304 km)
- Trần bay: 18.000 ft (5.500 m)
- Vận tốc lên cao: 1.500 ft/phút (7,6 m/s)
- Lực nâng của cánh: 25,6 lb/ft² (125 kg/m²)
- Lực đẩy/trọng lượng: 0,11 hp/lb (0,18 kW/kg)

### Vũ khí
- 4 khẩu súng máy Browning 0.303 in (7,7 mm)
- 8 quả bom 30 lb (14 kg)[2]